# 몽골의 소리
몽골의 소리(Voice of Mongolia 약칭 VOM)는 몽골의 국영 국제방송국이다.
1964년 9월에 설립되었다.

## 방송 언어
- 몽골어
- 중국어
- 일본어
- 영어
- 러시아어

## 같이 보기
- 몽골 국영 방송